# Nickelodeon Kids’ Choice Awards 2011

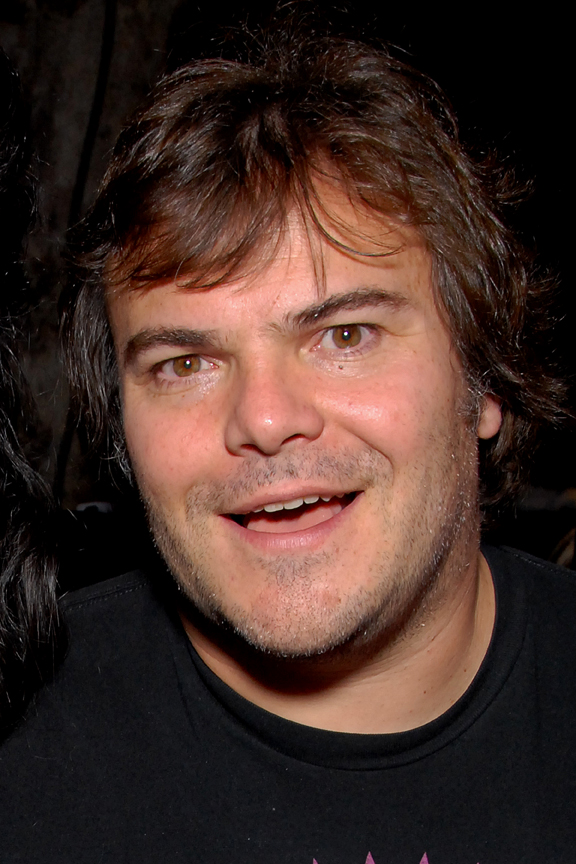
Moderator Jack Black (2011)

Die Nickelodeon Kids’ Choice Awards 2011 fanden am 2. April 2011 im Galen Center der University of Southern California in Los Angeles statt. Es war die 24. Verleihung der „Blimp“-Trophäen seit der ersten Verleihung unter dem Namen The Big Ballot im Jahr 1987. Moderiert wurde die Show von dem US-amerikanischen Schauspieler Jack Black. Im deutschsprachigen Raum wurde die Sendung einen Tag später ausgestrahlt. Der deutschsprachige Teil wurde von Franziska Alber und Roman Aebischer moderiert.

## Kategorien
Die Gewinner sind fett angegeben.

### Fernsehen
| Lieblings-TV-Serie - Big Time Rush - iCarly - Zack & Cody an Bord - Die Zauberer vom Waverly Place Lieblings-TV-Schauspieler - Cole Sprouse - Dylan Sprouse - Joe Jonas - Nick Jonas Lieblings-TV-Schauspielerin - Miley Cyrus - Miranda Cosgrove - Selena Gomez - Victoria Justice | Lieblings-TV-Nebendarsteller - Brenda Song - David Henrie - Jennette McCurdy - Noah Munck Lieblings-Cartoon - Die Pinguine aus Madagascar - Phineas und Ferb - Mission Scooby-Doo - SpongeBob Schwammkopf Lieblings-Reality-Show - American Idol - America’s Funniest Home Videos - America’s Got Talent - WipeOut – Heul nicht, lauf! |

### Film
| Lieblings-Kinofilm - Alice im Wunderland - Gregs Tagebuch - Harry Potter und die Heiligtümer des Todes – Teil 1 - Karate Kid Lieblings-Schauspieler - Dwayne Johnson - Jack Black - Jaden Smith - Johnny Depp Lieblings-Schauspielerin - Ashley Judd - Emma Watson - Kristen Stewart - Miley Cyrus | Lieblings-Animationsfilm - Ich – Einfach unverbesserlich - Drachenzähmen leicht gemacht - Shrek 4 - Toy Story 3 Lieblings-Stimme - Cameron Diaz - Eddie Murphy - Tim Allen - Tom Hanks Lieblings-Verklopper - Jackie Chan - Robert Downey Jr. - Steve Carell - Will Ferrell |

### Musik
| Lieblings-Band - Big Time Rush - The Black Eyed Peas - Jonas Brothers - Lady Antebellum Lieblings-Sänger - Bruno Mars - Jay-Z - Justin Bieber - Usher | Lieblings-Sängerin - Katy Perry - Miley Cyrus - Selena Gomez - Taylor Swift Lieblings-Lied - Baby - California Gurls - Mine - Hey, Soul Sister |

### Sport
| Lieblings-Athlet - Michael Phelps - Peyton Manning - Shaquille O’Neal - Shaun White | Lieblings-Athletin - Danica Patrick - Lindsey Vonn - Serena Williams - Venus Williams |

### Andere
| Big Help Award - Justin Timberlake Lieblings-Buchreihe - Gregs Tagebuch - Dork Diaries - Witch and Wizard - Vampire Academy | Lieblings-Videospiel - Just Dance 2 - Mario vs. Donkey Kong: Mini-Land Mayhem - Need for Speed: Hot Pursuit - Super Mario Galaxy 2 Lieblings-Armfurz - Kaley Cuoco - Josh Duhamel - Kevin James |

### Deutschsprachiger Raum
Zusätzlich zu den US-amerikanischen Kategorien konnte im deutschsprachigen Raum für den Lieblingsstar: Deutschland, Österreich, Schweiz gestimmt werden. Diese Auszeichnung wurde ebenfalls in Los Angeles vergeben, jedoch nur bei Nickelodeon Deutschland, Nickelodeon Austria und Nickelodeon Schweiz gezeigt.
Lieblingsstar: Deutschland, Österreich, Schweiz
- Emma Schweiger
- Stefan Raab
- Kristina Dumitru
- Culcha Candela